# 조양근
조양근(曺良根, 1964년 3월 22일 ~ )은 전 KBO 리그 빙그레 이글스, LG 트윈스의 내야수이다.

## 홍남초등학교
- 북일고등학교
- 고려대학교